# NGC 349
NGC 349 је елиптична галаксија у сазвежђу Кит која се налази на NGC листи објеката дубоког неба.
Деклинација објекта је - 6° 47' 59" а ректасцензија 1h 1m 50,7s. Привидна величина (магнитуда) објекта NGC 349 износи 13,1 а фотографска магнитуда 14,1. NGC 349 је још познат и под ознакама MCG -1-3-68, PGC 3687.